# Геодезичний сигнал
Геодезичний сигнал (рос. геодезический сигнал , англ. geodesic signal, нім. geodätische Signal n) – зовнішній металічний або дерев’яний геодезичний знак за допомогою якого геодезичний інструмент при вимірюваннях  може бути встановлено на висоту до 10 м (простий сигнал) і на 10 – 40 м (складний сигнал). Простий С.г. складається з незалежних внутрішньої і зовнішньої пірамід, а в складному С.г. внутрішня піраміда прикріплена до зовнішньої. На внутрішній  піраміді є столик для встановлення приладу, а на зовнішній – візирний циліндр. Застосування С.г. необхідне при геодезичних вимірюваннях мереж трилатерації, тріангуляції, полігонометрії в лісистій місцевості або там, де через рельєф неможливо виконувати вимірювання, встановлюючи інструменти на штативах. 